# Salföld
Salföld là một thị trấn thuộc hạt Veszprém, Hungary. Thị trấn này có diện tích 5,18 km², dân số năm 2010 là 44 người, mật độ 8 người/km².